# NK Vrapče Zagreb
Nogometni klub Vrapče Zagreb hrvatski je nogometni klub iz Vrapča, Zagreb.
U sezoni 2024./25. natječe se u 3. NL – Centar.

## Povijest
Nogometni klub Vrapče Zagreb osnovan je 1938. godine. Za vrijeme Drugog svjetskog rata zbog odlaska gotovo cijele momčadi u Narodnooslobodilački pokret klub prestaje djelovati. Nakon rata klub nastavlja s aktivnostima, a 1956. godine se spaja s Mladosti. Spojeni klub ima sjedište u zagrebačkom naselju Vrapču i nosi naziv NK Mladost. Zbog teške financijske situacije klub se 1966. godine spaja s NK Špartom iz Zagreba u klub naziva NK Šparta – Vrapče. Klub 1977. godine mijenja naziv u Šparta – Elektra. Nogometni klub Vrapče ponovno se obnavlja 1979. godine kroz Sportsko društvo Vrapče koje je imalo i sekcije za rukomet, karate, stolni tenis i streljaštvo.
Navijači kluba se zovu Lunatics i osnovani su 1993. Redovito prate klub kako na domaćim utakmicama tako i na gostujućim.

## Natjecanje i uspjesi
U prvenstvima Jugoslavije 1946. – 1991. bio je nižerazredni klub. Svoj najveći uspjeh u tom periodu postigao je osvajanjem Kupa Zagrebačkog nogometnog saveza s kojim je ostvario plasman u šesnaestinu završnice Kupa maršala Tita 1990./91. U istom kupu je u dva navrata igrao finale i poražen je protiv NK Croatia Sesveta 2006./07. te protiv NK Hrvatski dragovoljac u sezoni 2017./2018. Najveći uspjeh kluba u samostalnoj Hrvatskoj ostvaren je 1992. godine plasmanom u Drugu hrvatsku nogometnu ligu. U hrvatskom nogometnom kupu je u sezoni 2018./19. igrao 1/16 finala kupa. Drugoligaš je bio pet sezona za redom, do sezone 1996./97.

## Nastupi u završnicama kupa

### Kup maršala Tita
1990./91.
- šesnaestina finala: Vrapče – Hajduk Split 0:6

### Hrvatski nogometni kup
2007./08.
- pretkolo: Graničar Županja – Vrapče 1:0

2018./19.
- 1/16 finala kupa: Vrapče – Hajduk Split 0:2

## Vanjske poveznice
- Profil, HNS Semafor
- NK Vrapče, povijest kluba  Arhivirana inačica izvorne stranice od 12. veljače 2021. (Wayback Machine)
- Nogometni leksikon: Vrapče, NK
- NK Maksimir: “Vrapče“ Zagreb  Arhivirana inačica izvorne stranice od 12. veljače 2021. (Wayback Machine)